# 西湖街道 (南昌市)
西湖街道是中华人民共和国江西省南昌市西湖区下辖的一个乡镇级行政单位。

## 行政区划
西湖街道下辖以下地区：
西湖路社区、朱紫巷社区、马家巷社区、康王庙社区、梢瓜池社区、孺子亭社区、高桥社区、西上渝亭社区和省财政厅家委会。